# ペーター・ケイン
ペーター・ケイン（英語: Peter Cain、1958年11月20日 - ）は、オーストラリア、シドニー出身の男性フィギュアスケート選手（ペアスケーティング）。現在はコーチ。パートナーは妹のエリザベス・ケイン。娘はフィギュアスケート選手のアシュリー・ケイン。
1980年レークプラシイドオリンピックオーストラリア代表。1976年世界ジュニア選手権3位。

## 主な戦績
| 大会/年              | 1975-76 | 1976-77 | 1977-78 | 1978-79 | 1979-80 |
| -------------------- | ------- | ------- | ------- | ------- | ------- |
| 冬季オリンピック     |         |         |         |         | 11      |
| 世界選手権           |         | 12      | 14      | 13      | 14      |
| 世界ジュニア選手権   | 3       |         |         |         |         |
| オーストラリア選手権 | 1       | 1       | 1       |         | 1       |
| イギリス選手権       | 3       |         |         |         |         |